# L'Innocence (roman)
Pour le film réalisé par Hirokazu Kore-eda, voir L'Innocence (film).
L'Innocence (Burning Bright) est un roman de Tracy Chevalier publié en 2007 aux États-Unis et en 2008 en France aux Éditions Gallimard.

## Résumé
En 1792, alors que la révolution fait rage en France, Philip Astley invite T. Kellaway, menuisier dans le village de Piddlethenthide (Dorset), à venir à Londres pour travailler pour son cirque. Il le loge, lui et sa famille, dans une maison dont il est propriétaire. Mais du Dorset à Londres, il existe des différences non seulement de paysages, mais aussi de rumeurs[pas clair]. L'intrigue nous présente également Mr Blake, un voisin, qui a écrit un livre de chansons, « Les chants d'innocence », qu'il a gravé, imprimé, colorié, cousu et relié, et dans lequel il affiche son soutien à la Révolution française. Le fils de Kellaway, Jem, s'entend très bien avec Maggie, leur voisine, et leur amitié semble pouvoir évoluer vers quelque chose de plus important. Mais quand les meurtres débutent, les choses se compliquent.